# Distrito de Bibliotecas del Condado de Maricopa
El Distrito de Bibliotecas del Condado de Maricopa (idioma inglés: Maricopa County Library District) es el sistema de bibliotecas del condado de Maricopa, Arizona, Estados Unidos. Tiene su sede en Phoenix.

## Bibliotecas
- Aguila Branch
- El Mirage Branch
- Fairway Branch
- Fountain Hills Branch
- Gila Bend Branch
- Goodyear Branch
- Guadalupe Branch
- Hollyhock Branch
- Litchfield Park Branch
- North Valley Regional
- Northwest Regional
- Perry Branch
- Queen Creek Branch
- Robson Branch
- Southeast Regional
- Sun City Branch